# 18101 Кустеніс
18101 Кустеніс (18101 Coustenis) — астероїд головного поясу, відкритий 5 червня 2000 року.
Тіссеранів параметр щодо Юпітера — 3,573.